# Типовий проєкт школи № 111

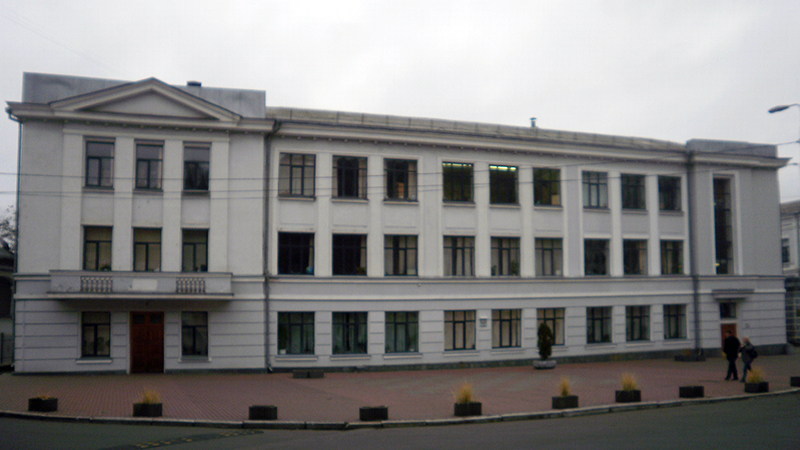
Київ, Поділ, ліцей № 100, 1938 р.

№ 111 — типовий проєкт школи на 400 учнів, розроблений у 1935 році архітектором Шиманським у Народному комісаріаті освіти УСРР.

## Опис
3-поверхова будівля з П-подібним несиметричним пляном 42,2 × 17,4 м. Парадна фасада довжиною 13 вікон, з них зліва розкріповка на 3 вікна з головним входом, справ розкріповка з вікнами сходів. Іноді головний вхід оформлений портиком. Ліва бічна фасада шириною 6 вікон, права – 5. Торці бічних крил не однакові: ліве шириною 4 вікна, права з вікнами сходів. Між крилами курдонер в 6 вікон.
11 клясних кімнат, з них 9 шириною по 3 вікна і 2 – по 4 (хімічна та фізична лабораторії).

## Галерея

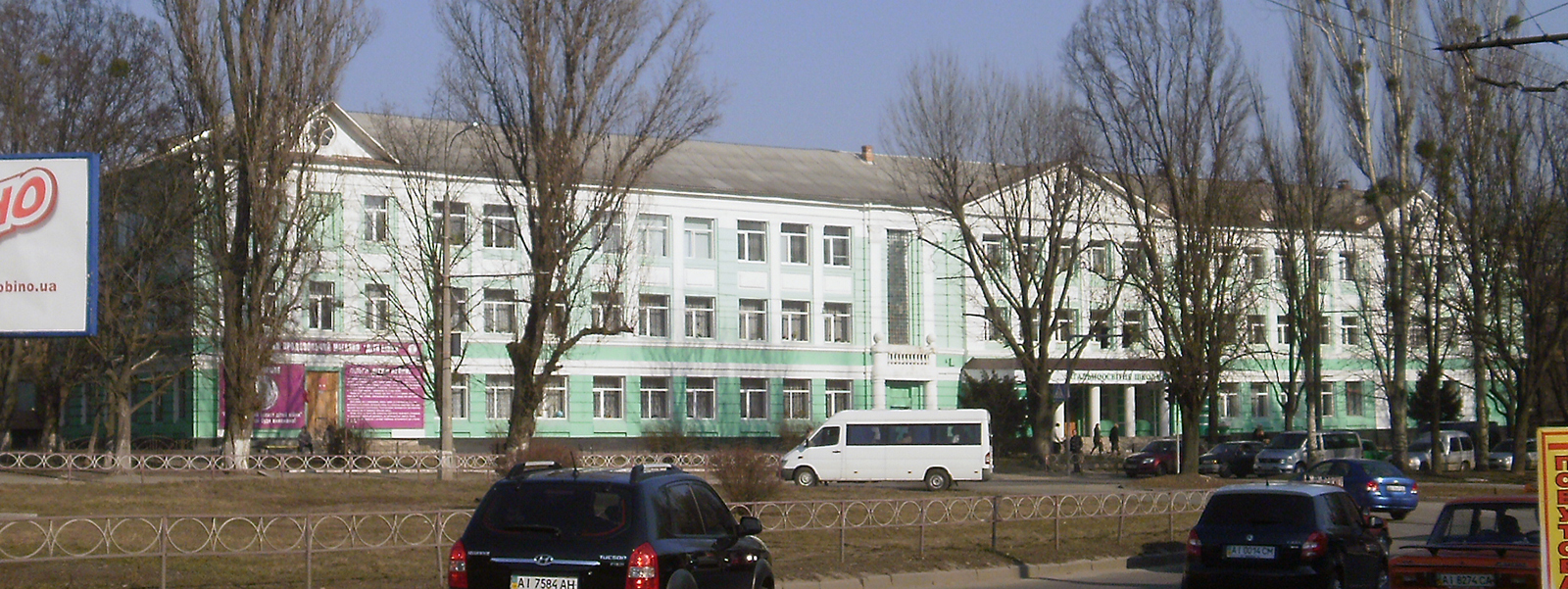
Біла Церква, школа № 7, 1938
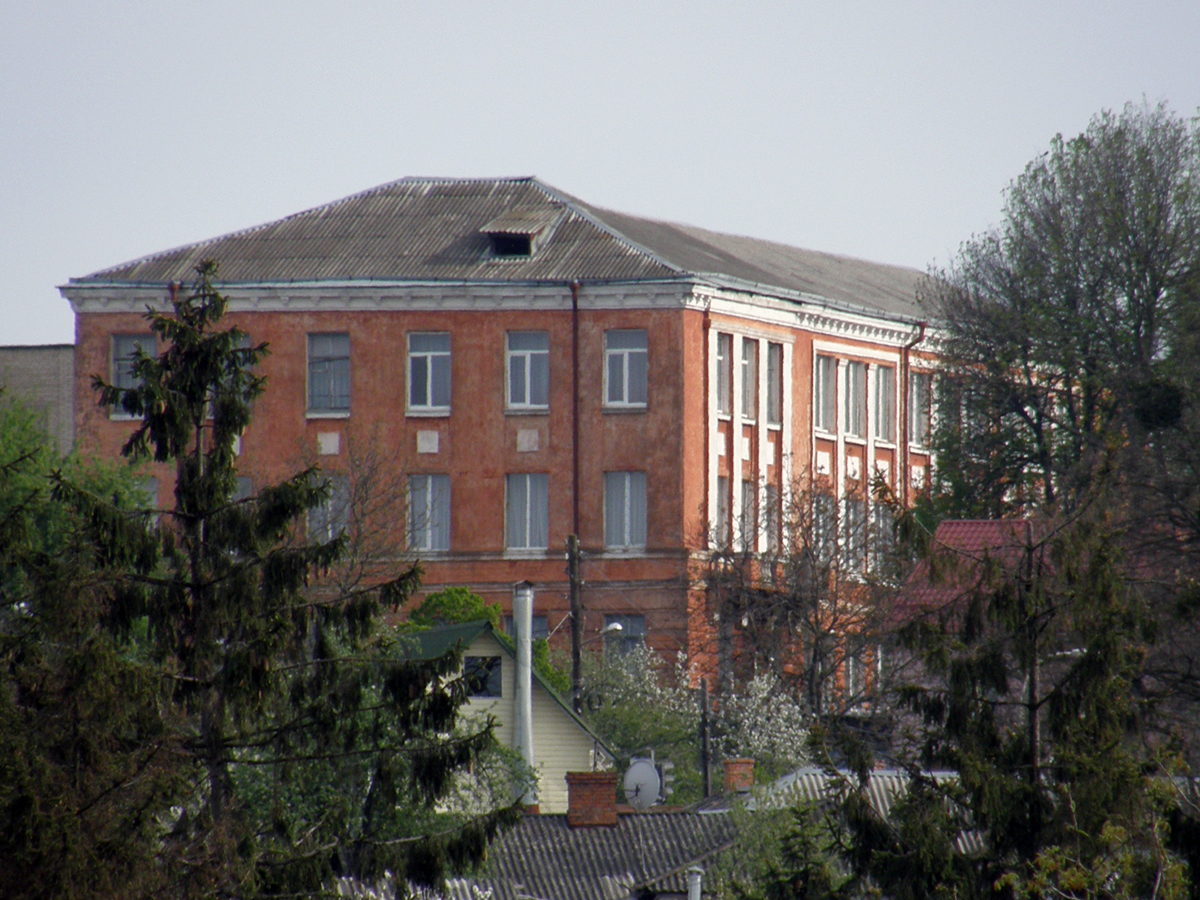
Вінниця, школа № 22, 1938
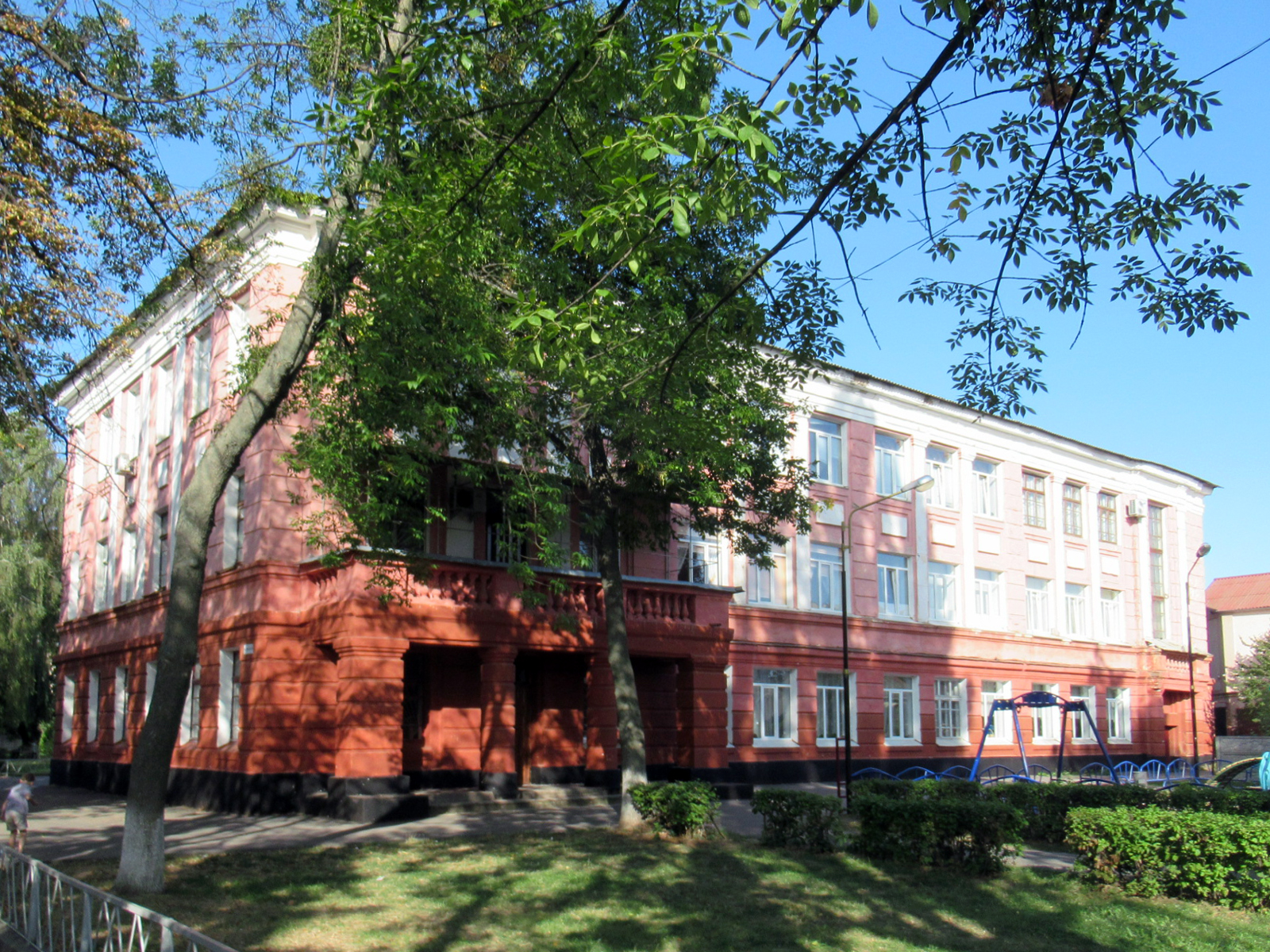
Вінниця, школа № 32, 1937
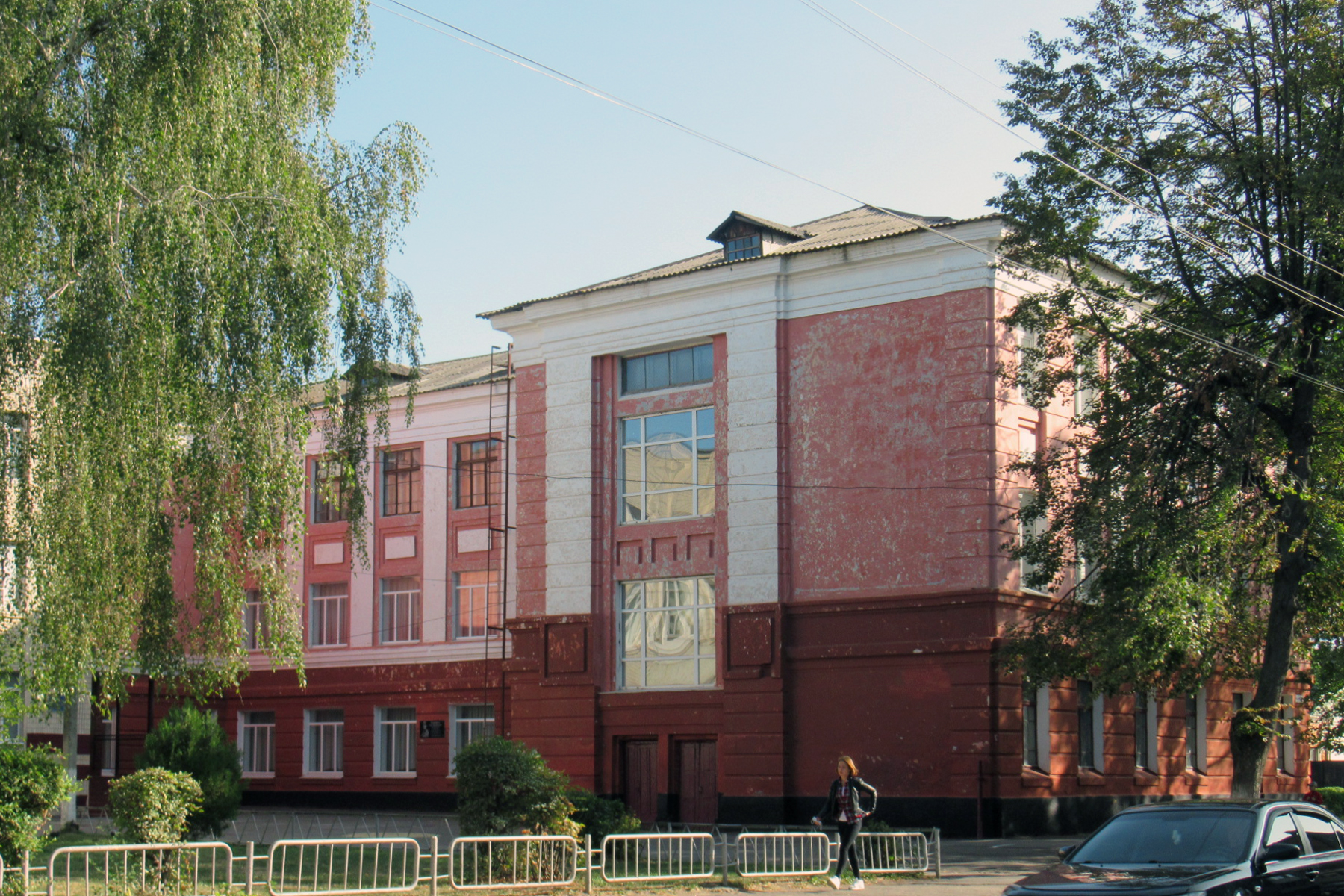
Вінниця, школа № 32, 1937, з двору
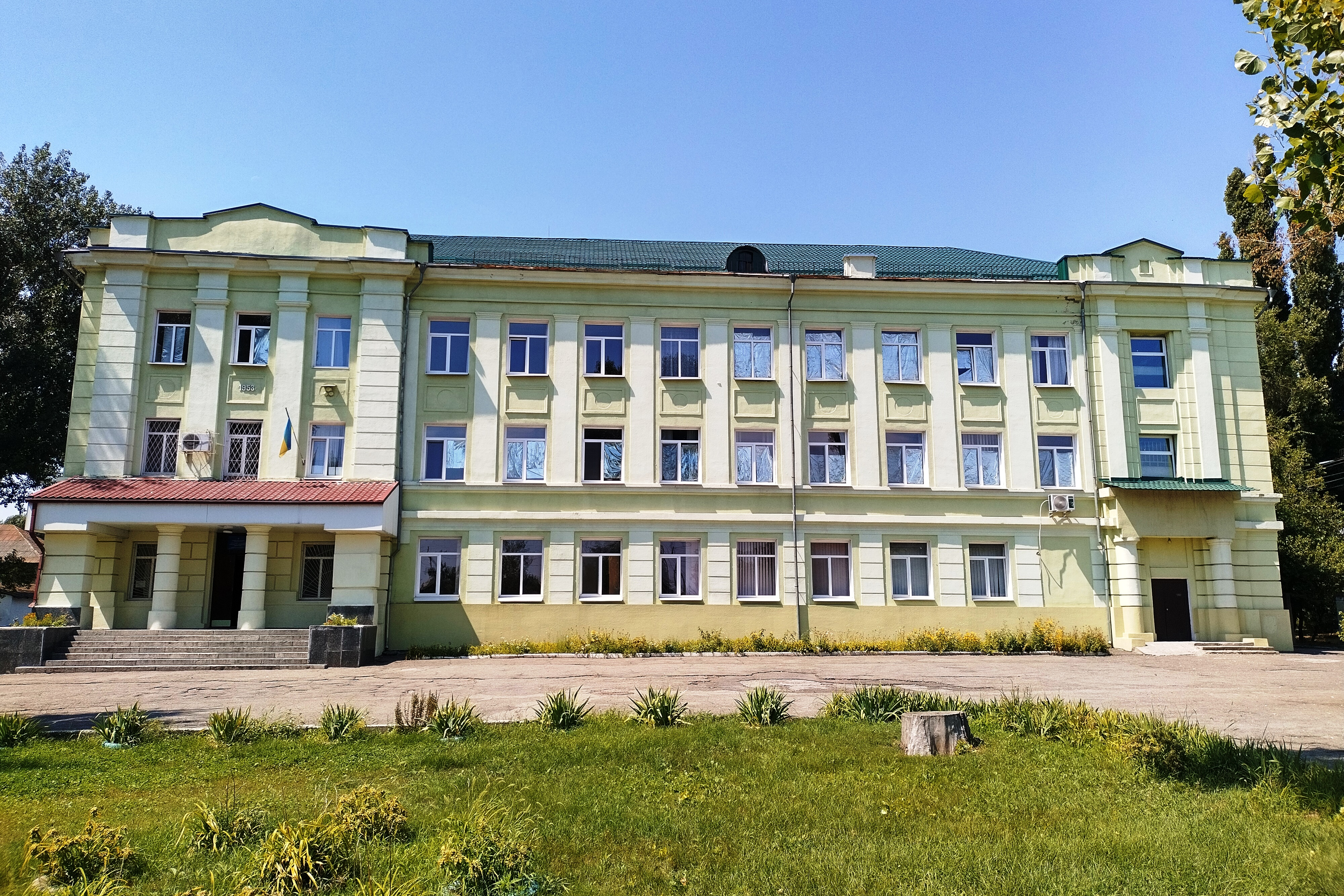
Дніпро, Ломівка, школа № 56, 1937–1938
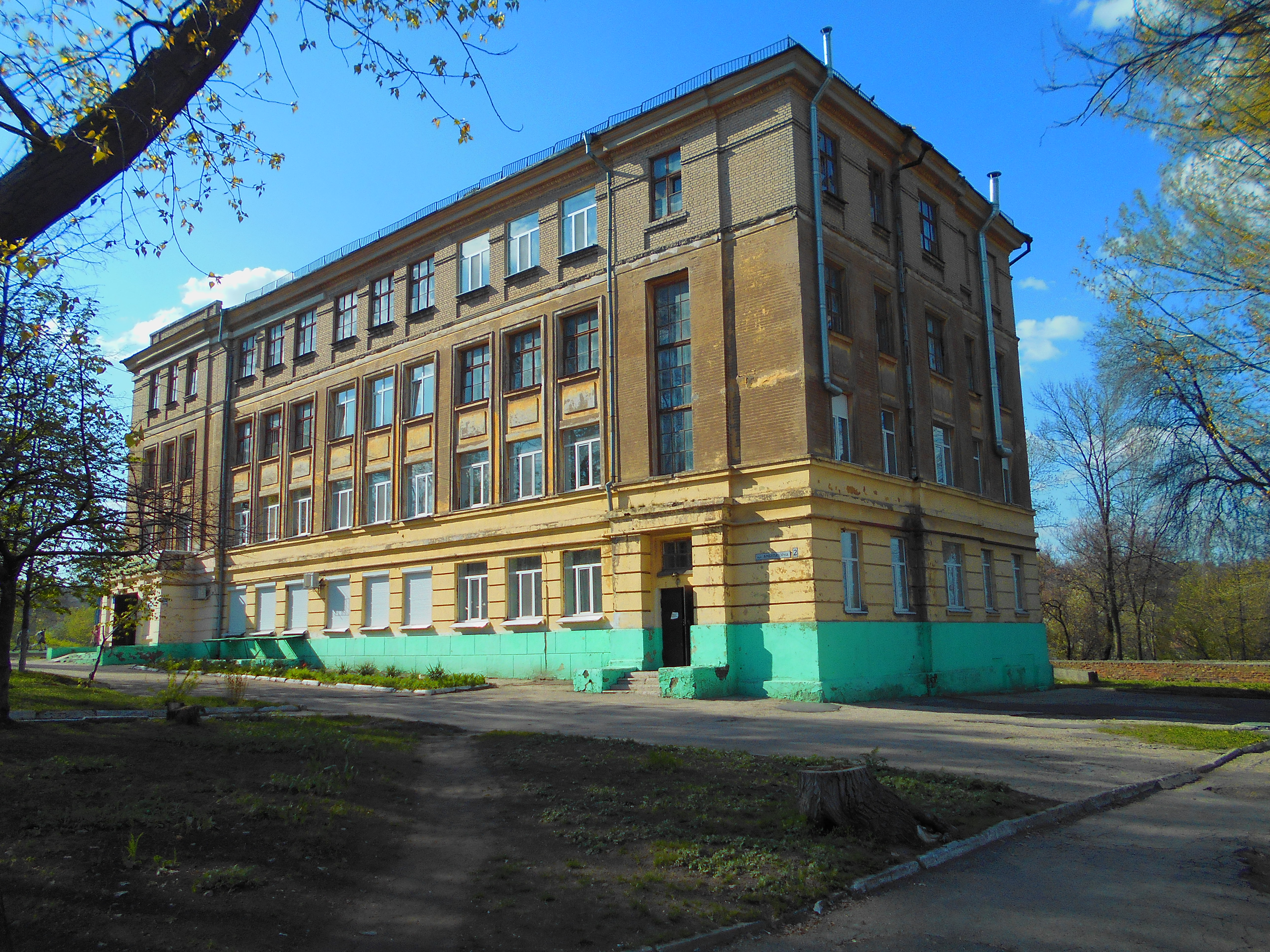
Дніпро, Шляхівка, школа № 65, 1939, надбудована у 1953
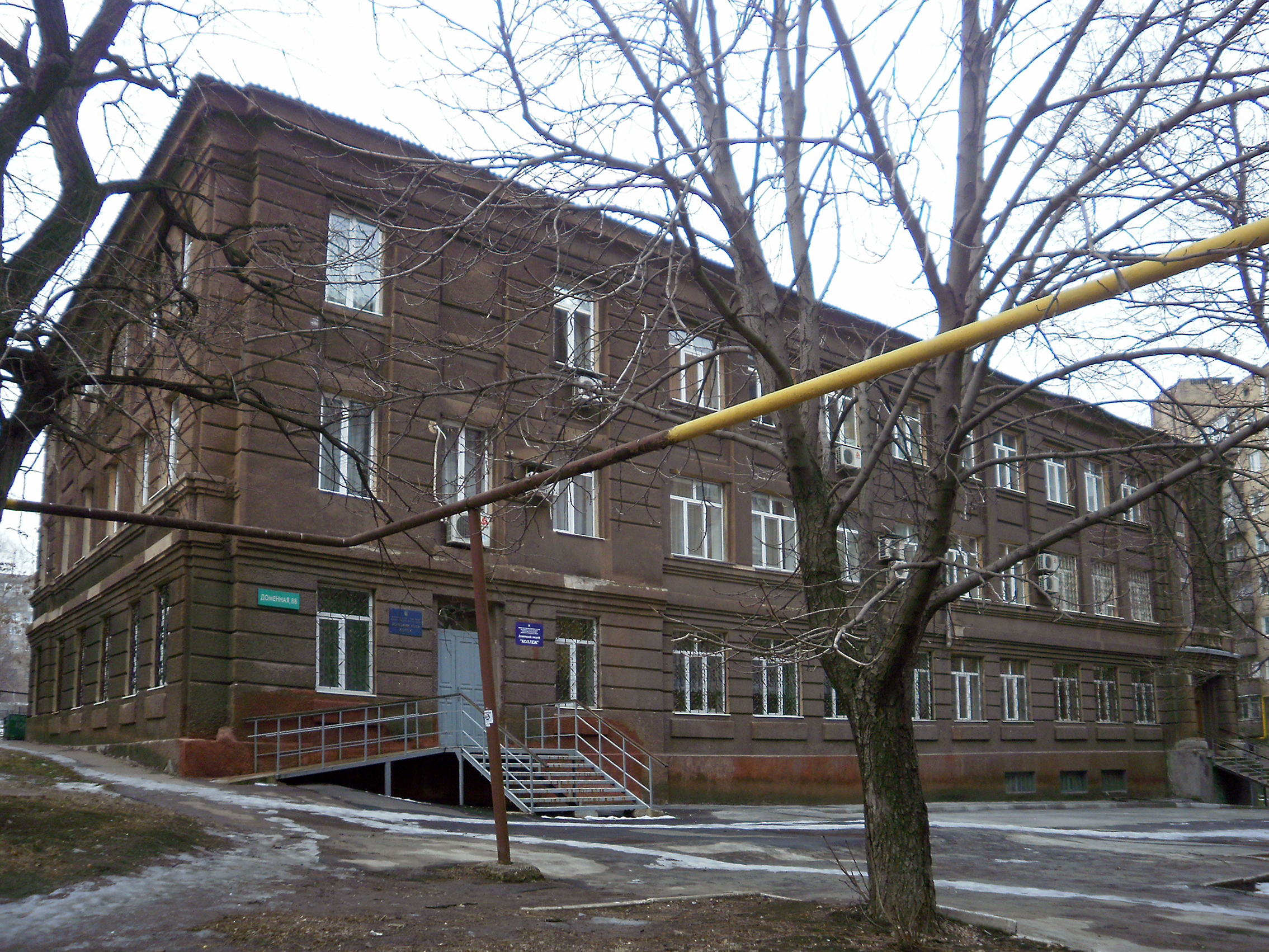
Донецький ліцей «Колеж»
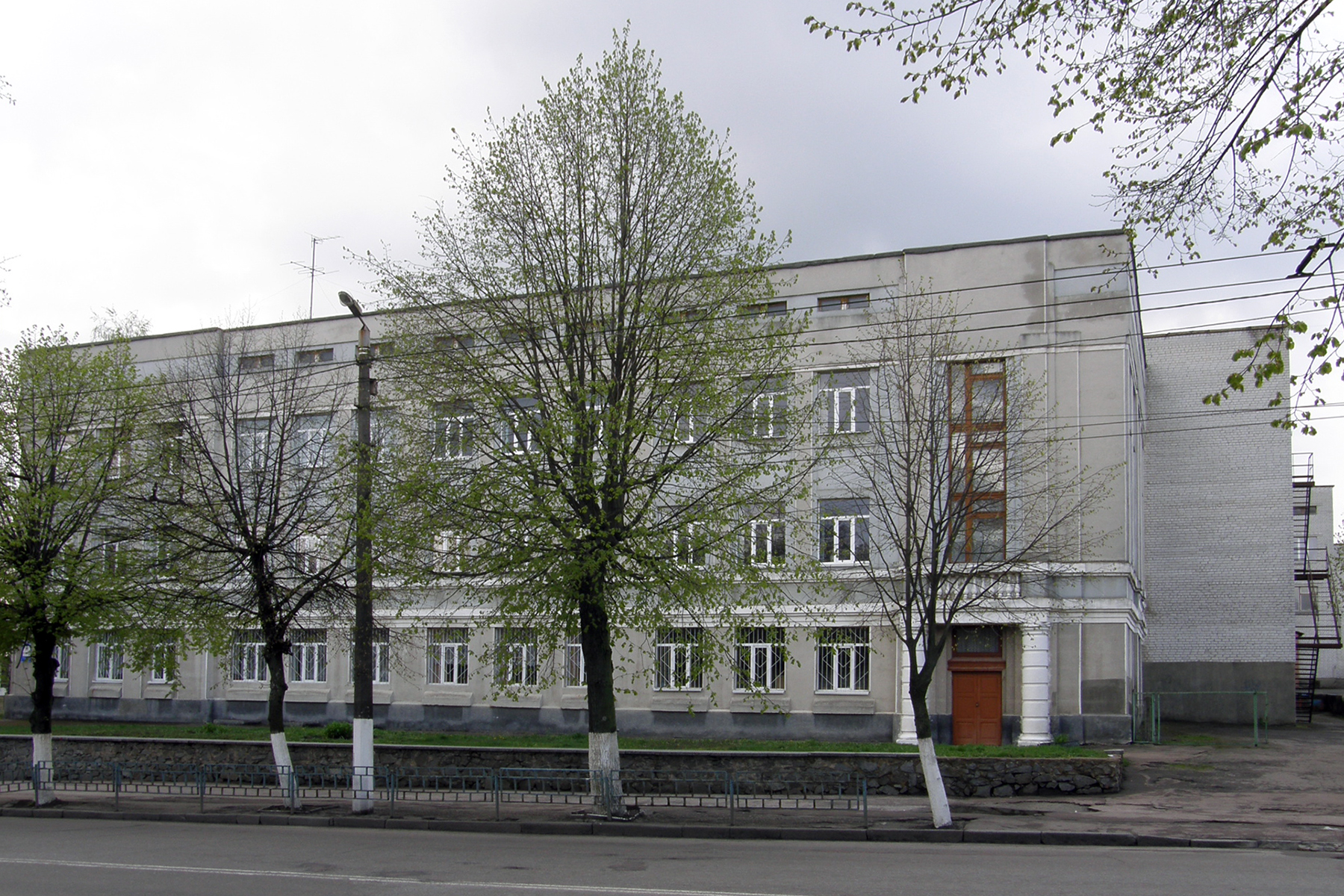
Житомир, ліцей № 7, 1936, добудована у 1986
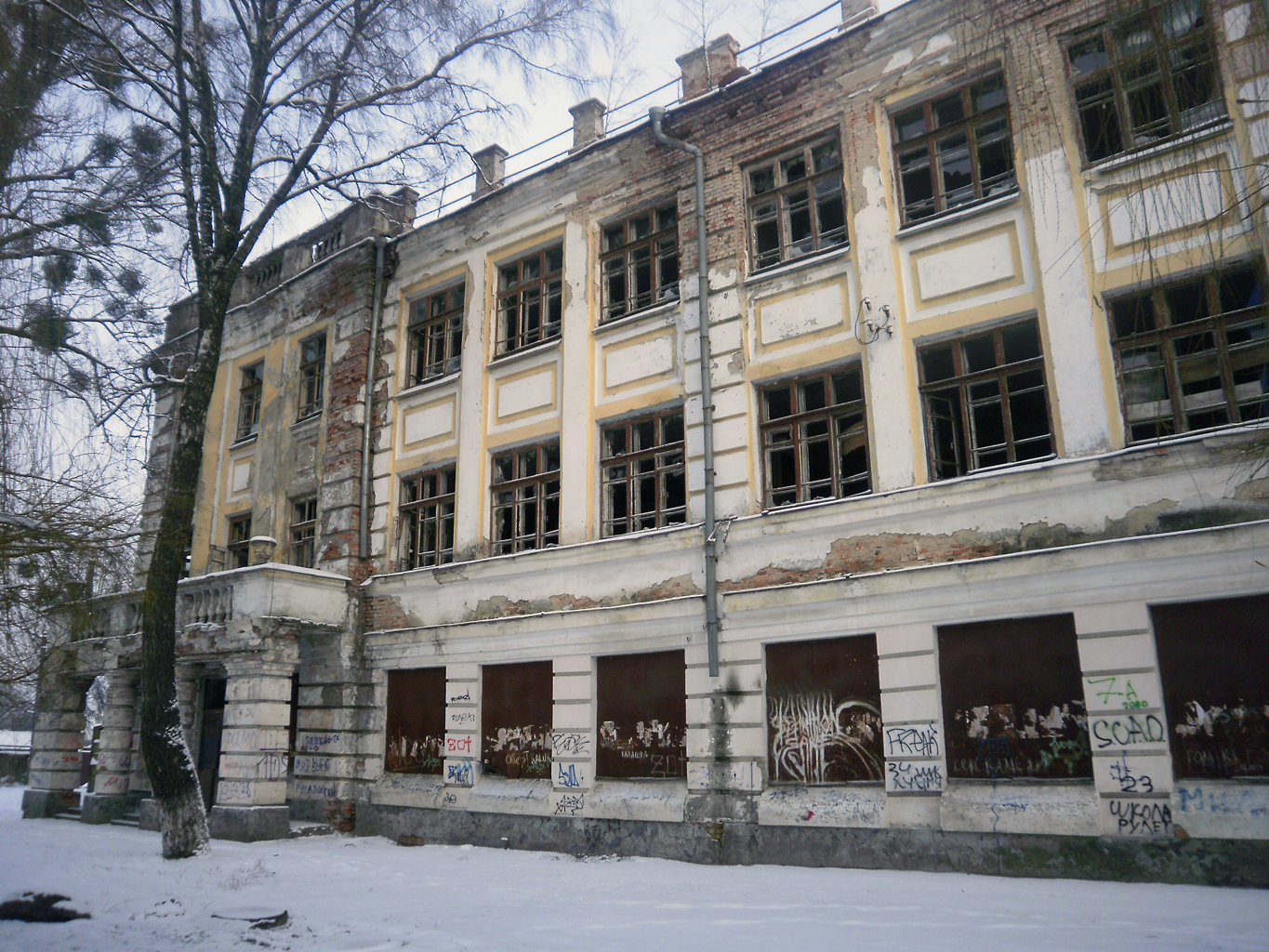
Житомир, стара будівля школи № 34
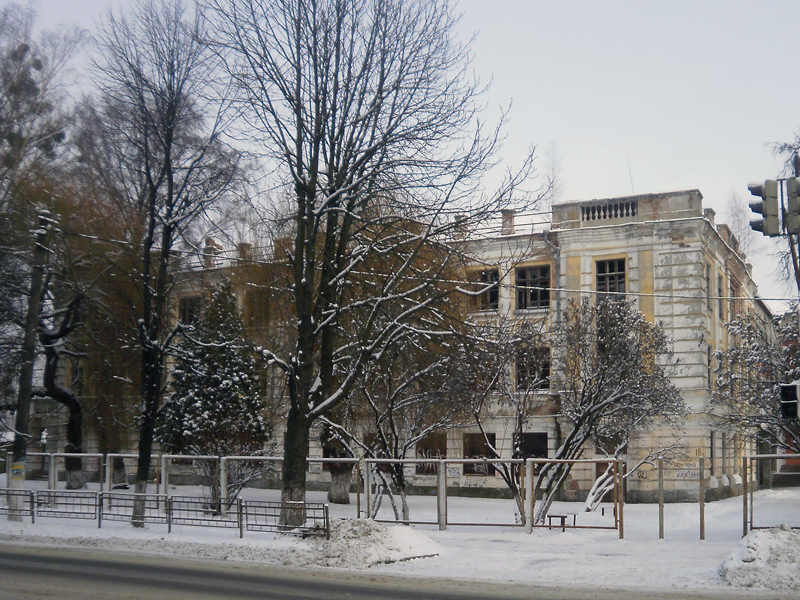
Житомир, стара будівля школи № 34
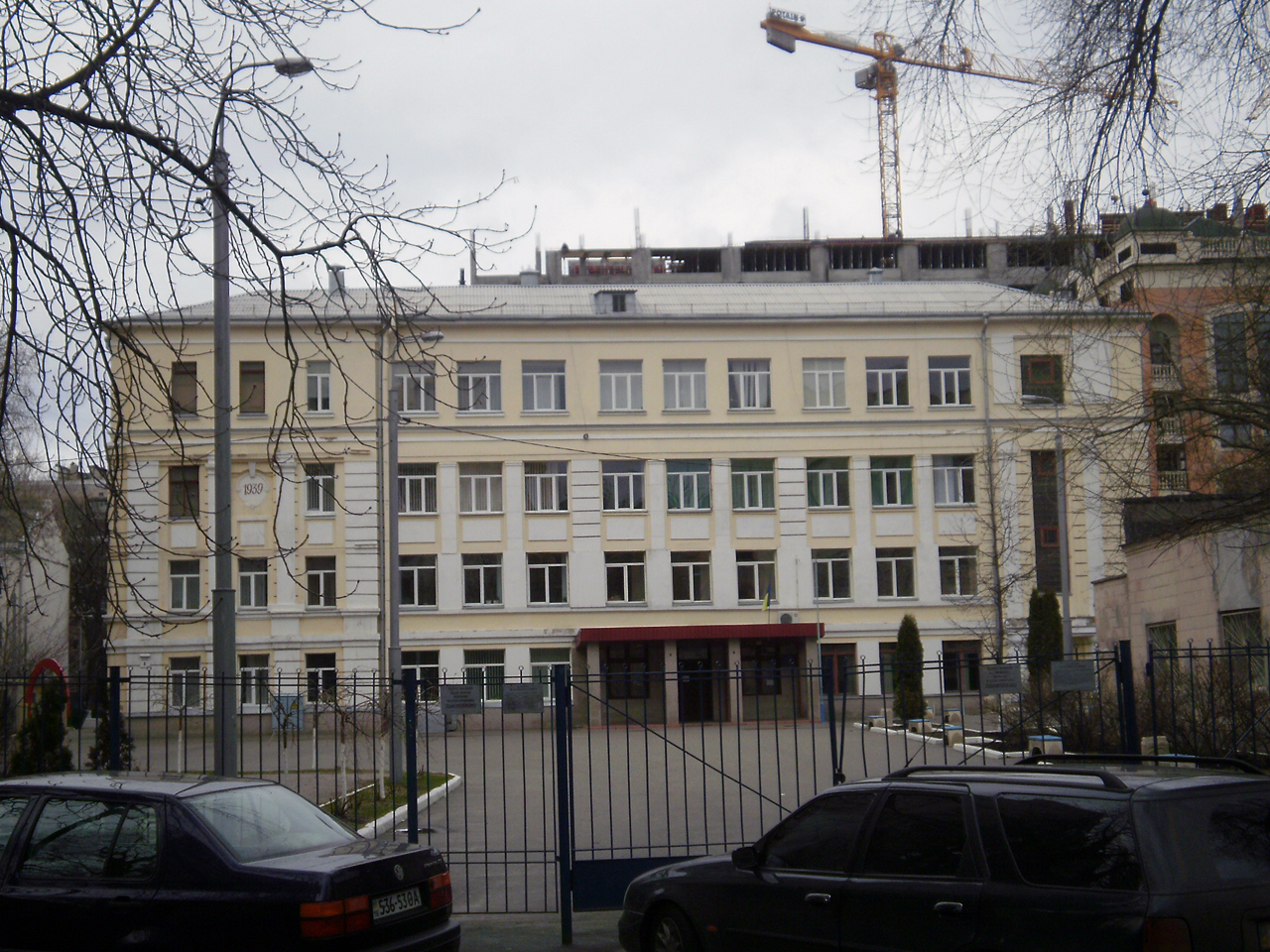
Київ, Печерськ, школа № 89, 1936 р.
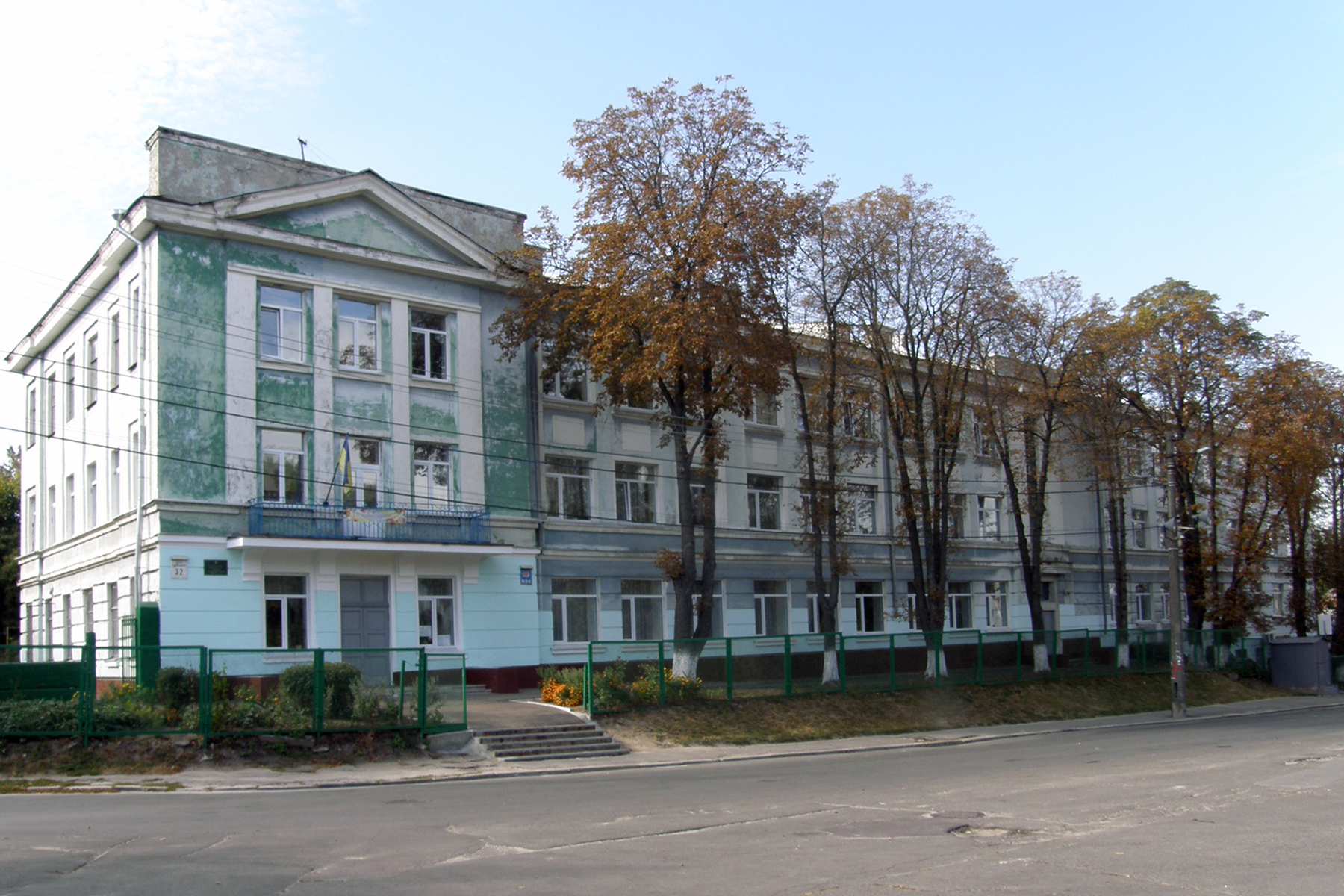
Київ, Совки, школа № 121, 1938 р.
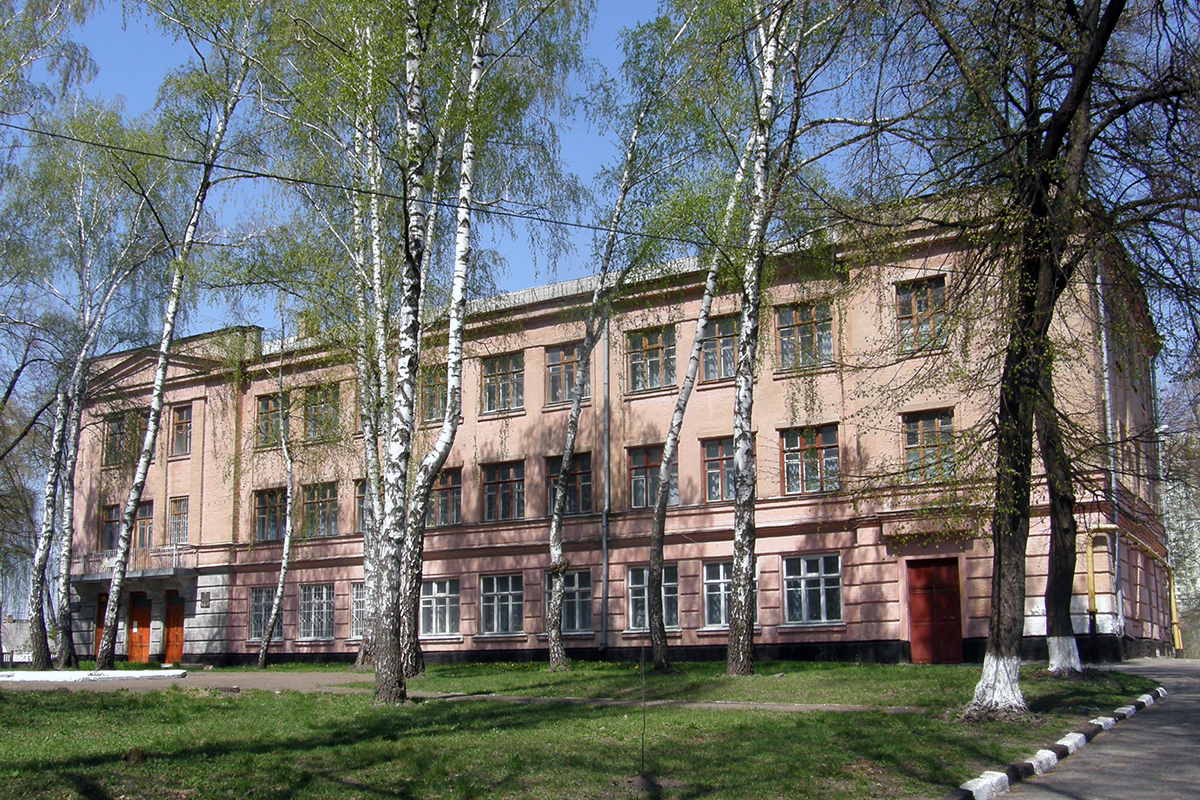
Київ, Мишоловка, школа № 122
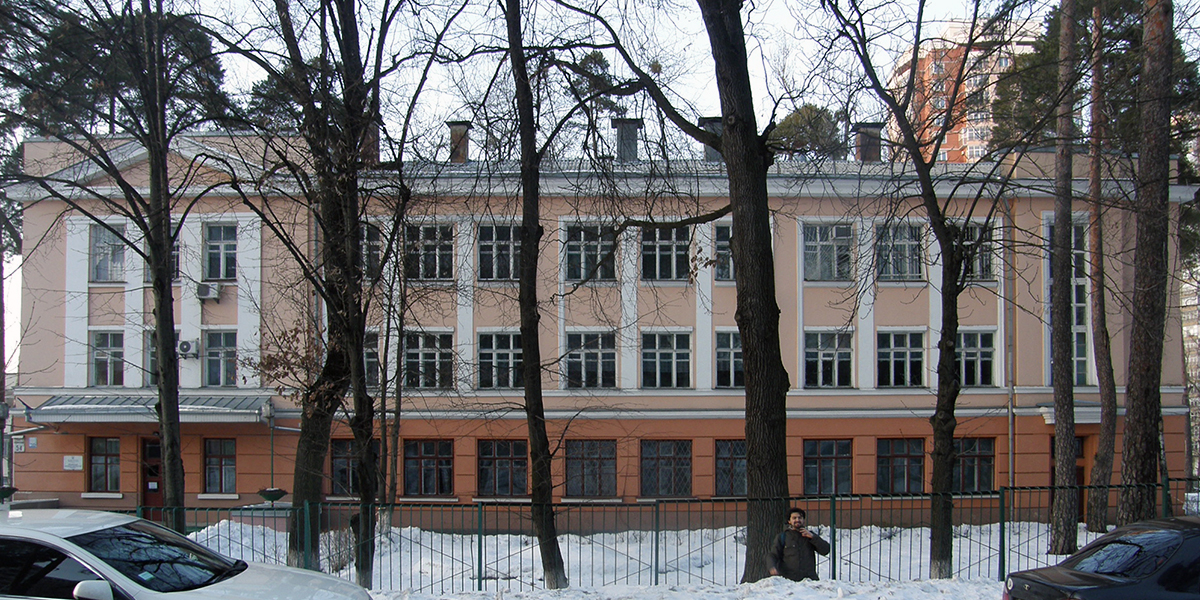
Київ, Святошин, Міжшкільний навчально-виробничий комбінат Святошинського району, 1938 р.
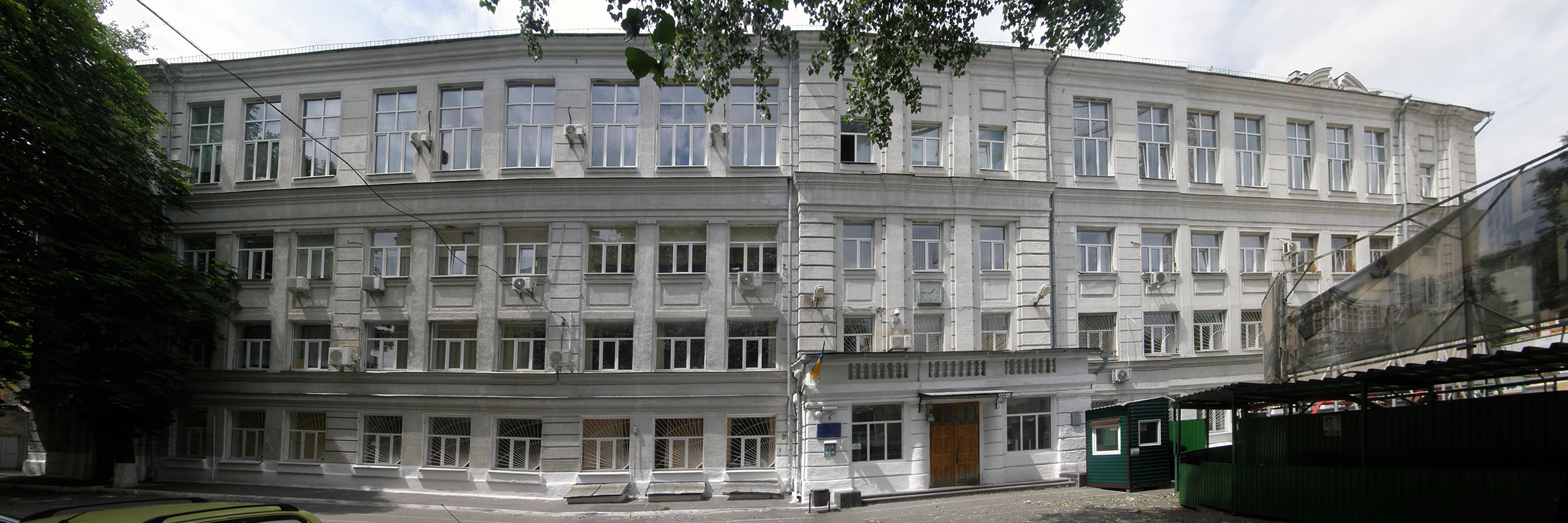
Київ, Липки, гімназія № 86, 1937 р. – добудована і надбудована
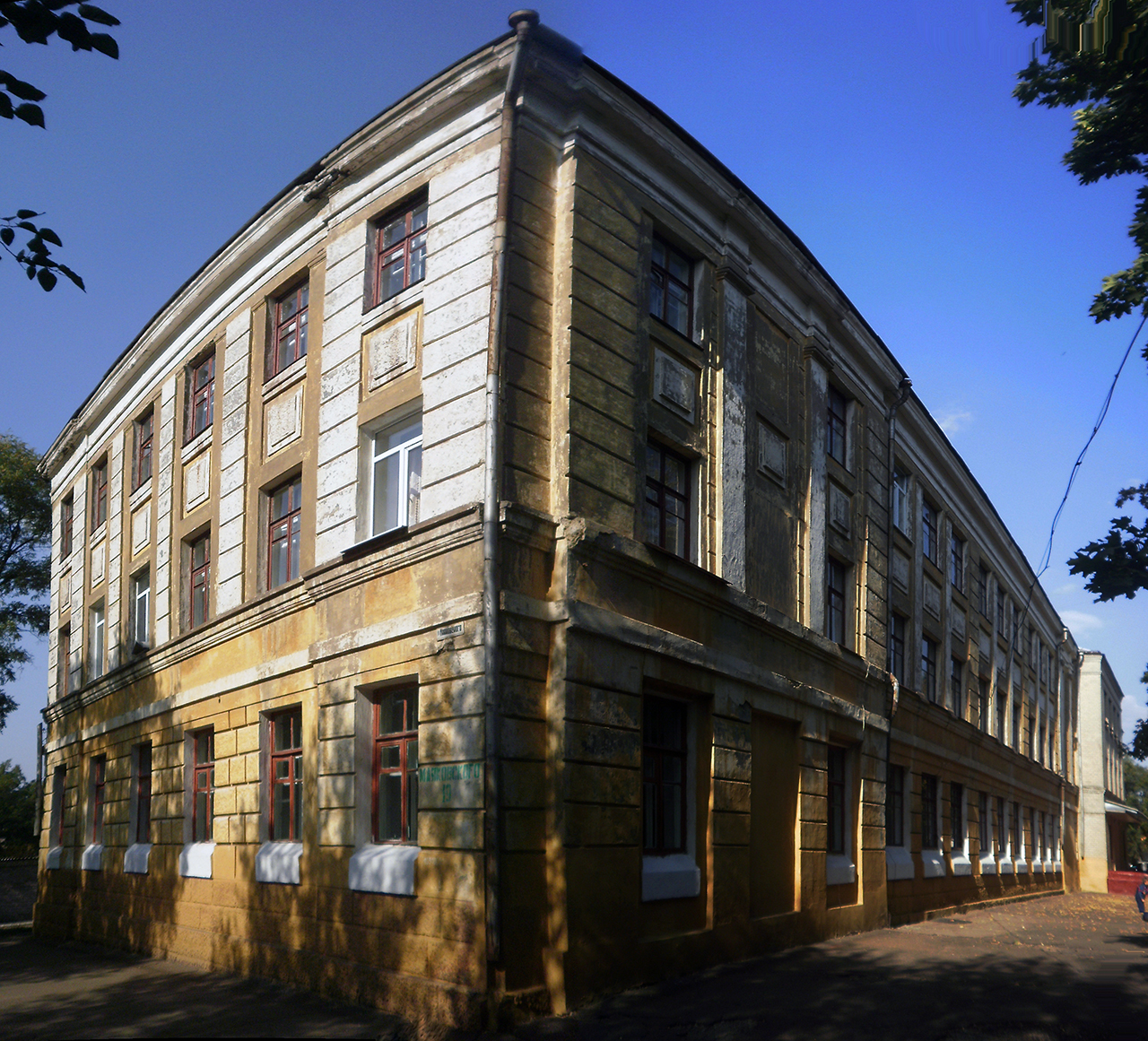
Краматорськ, школа № 15, 1937 р.
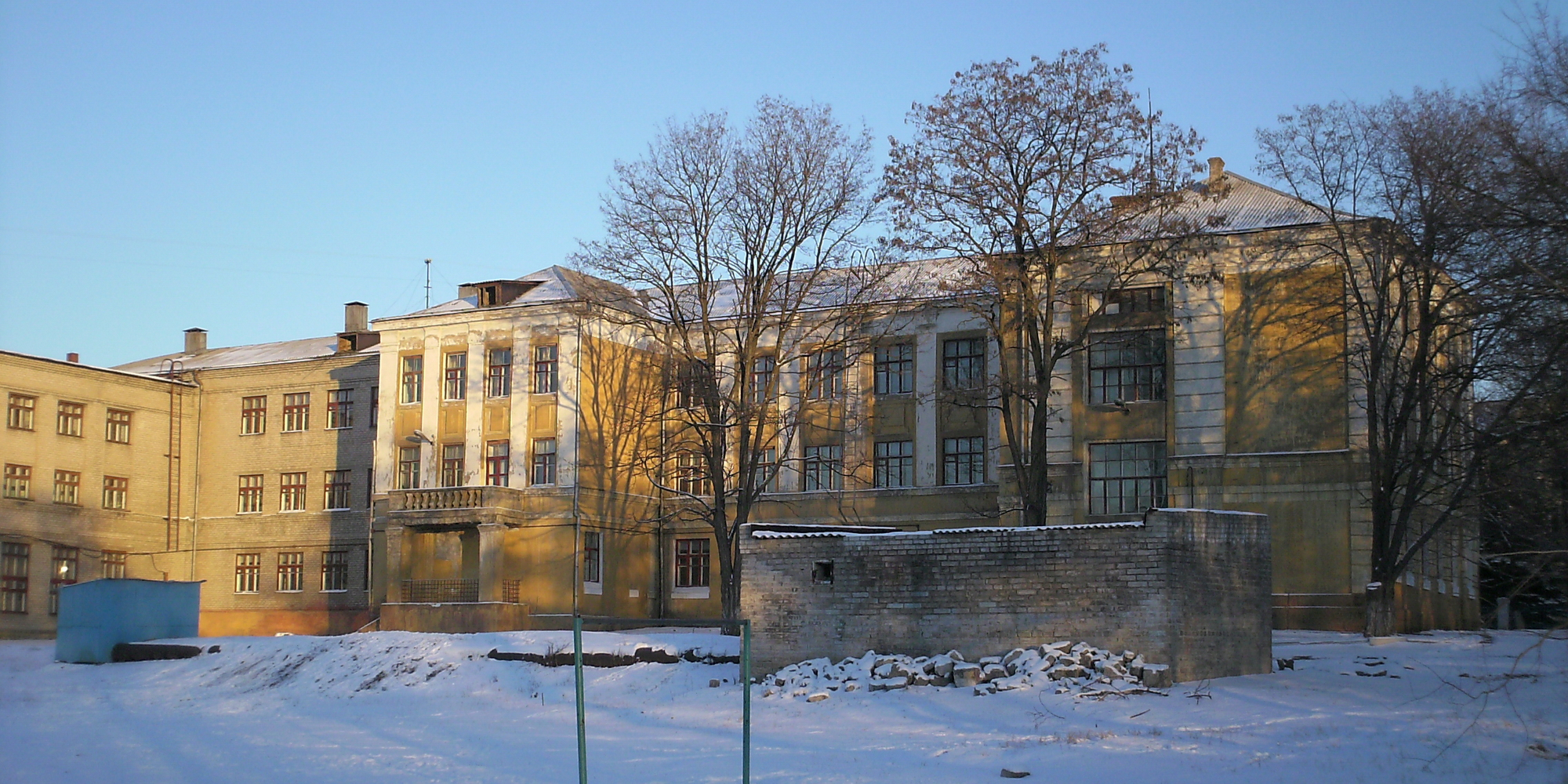
Краматорськ, школа № 15, 1937, з двору
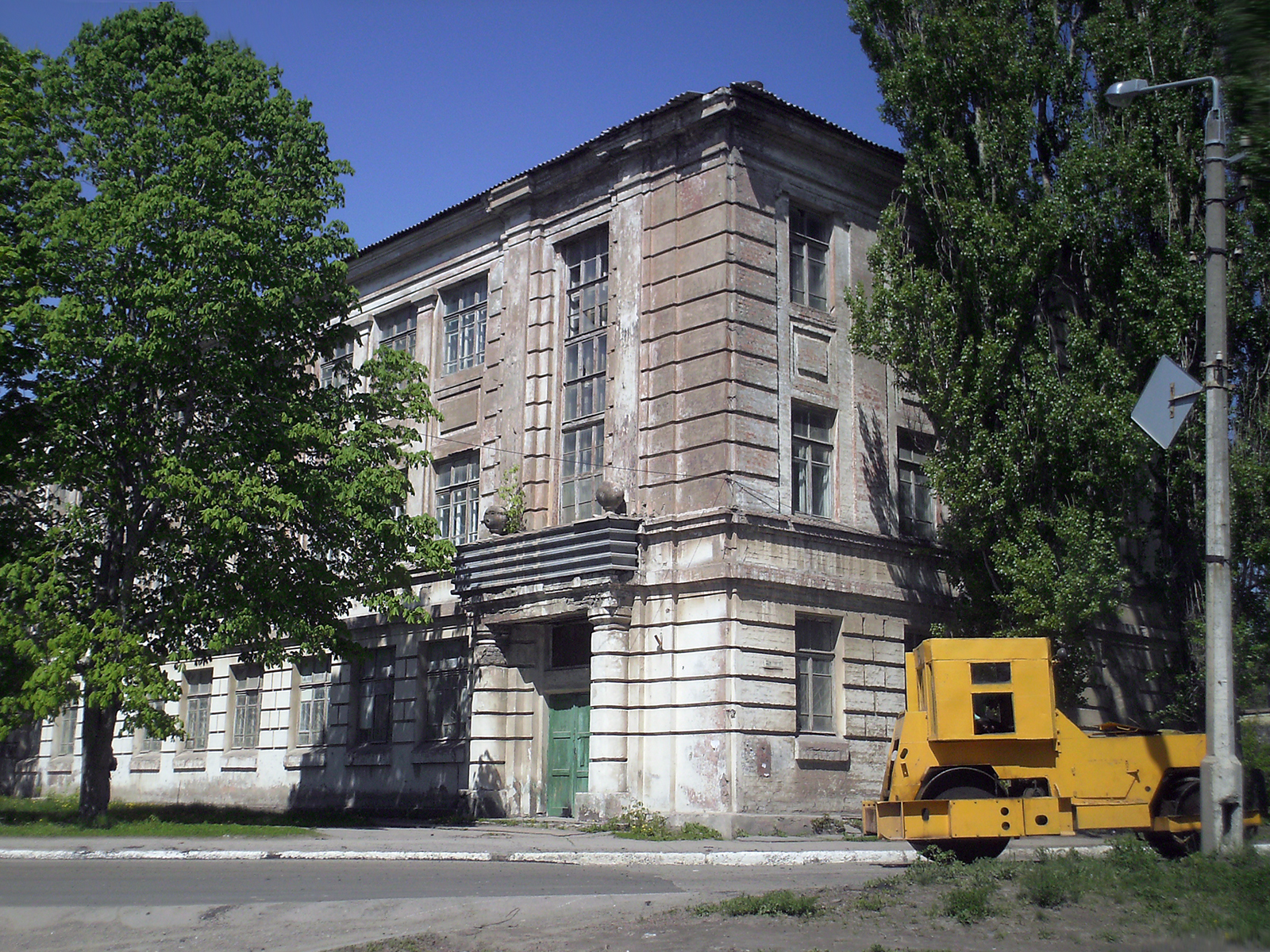
Краматорськ, клуб УТОС, колишня школа № 16, зруйнована у 2011–2012
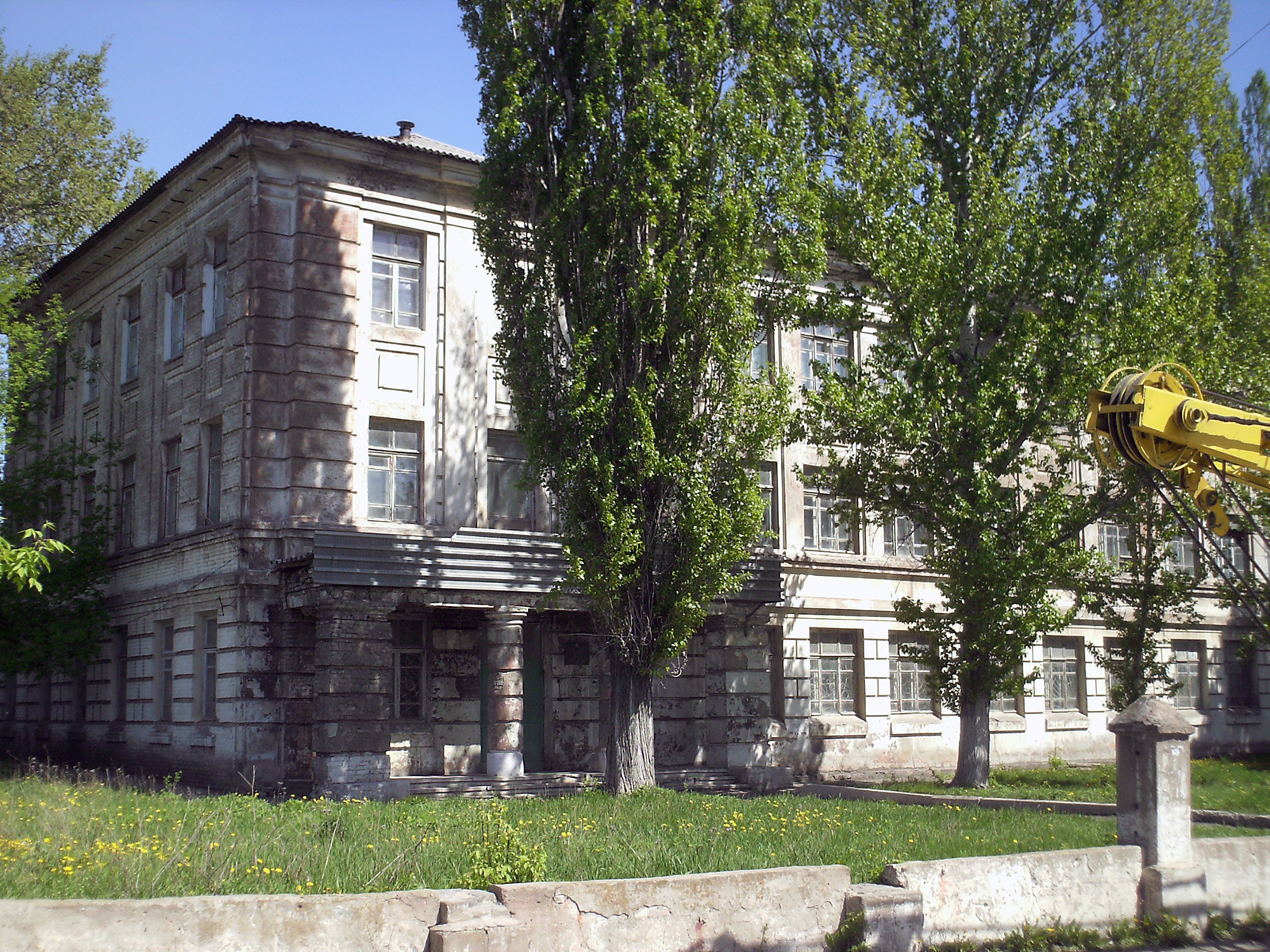
Краматорськ, клуб УТОС, колишня школа № 16, зруйнована у 2011–2012 рр.
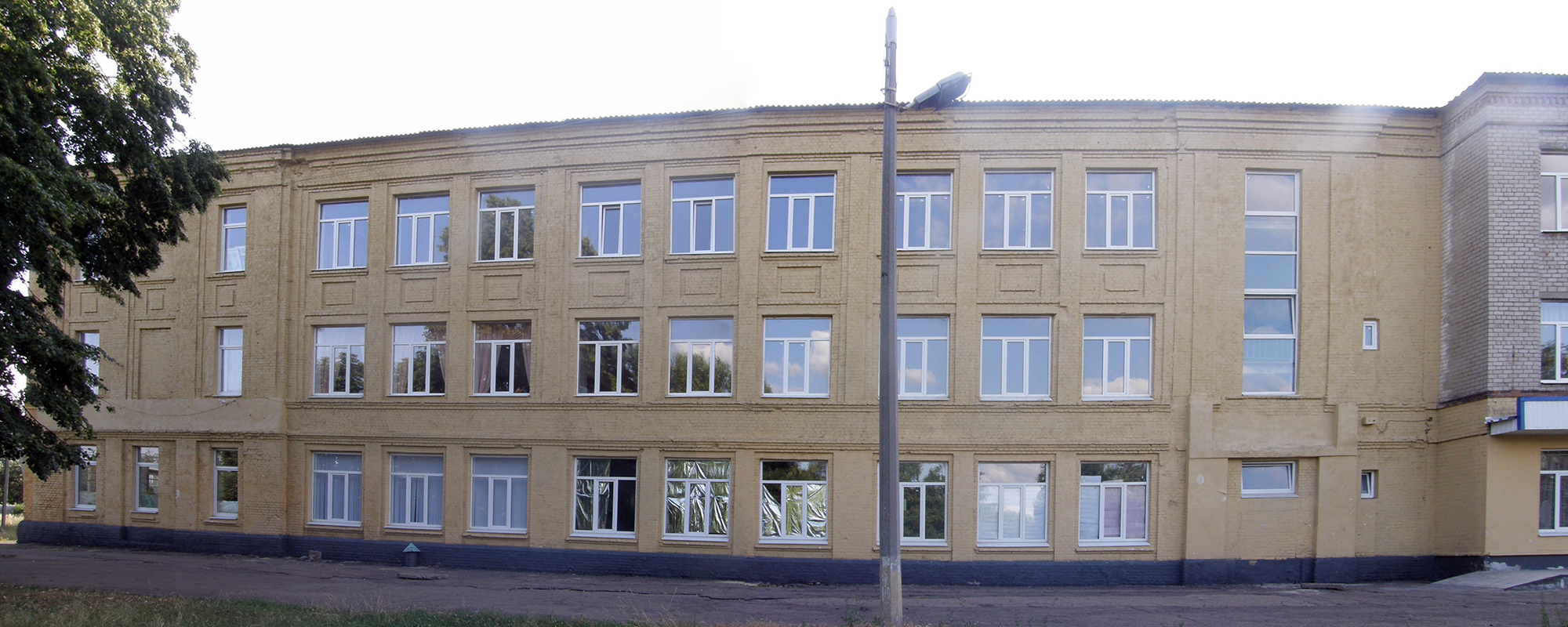
Краматорськ, Ясногірка, школа № 30, 1937 р. – добудована
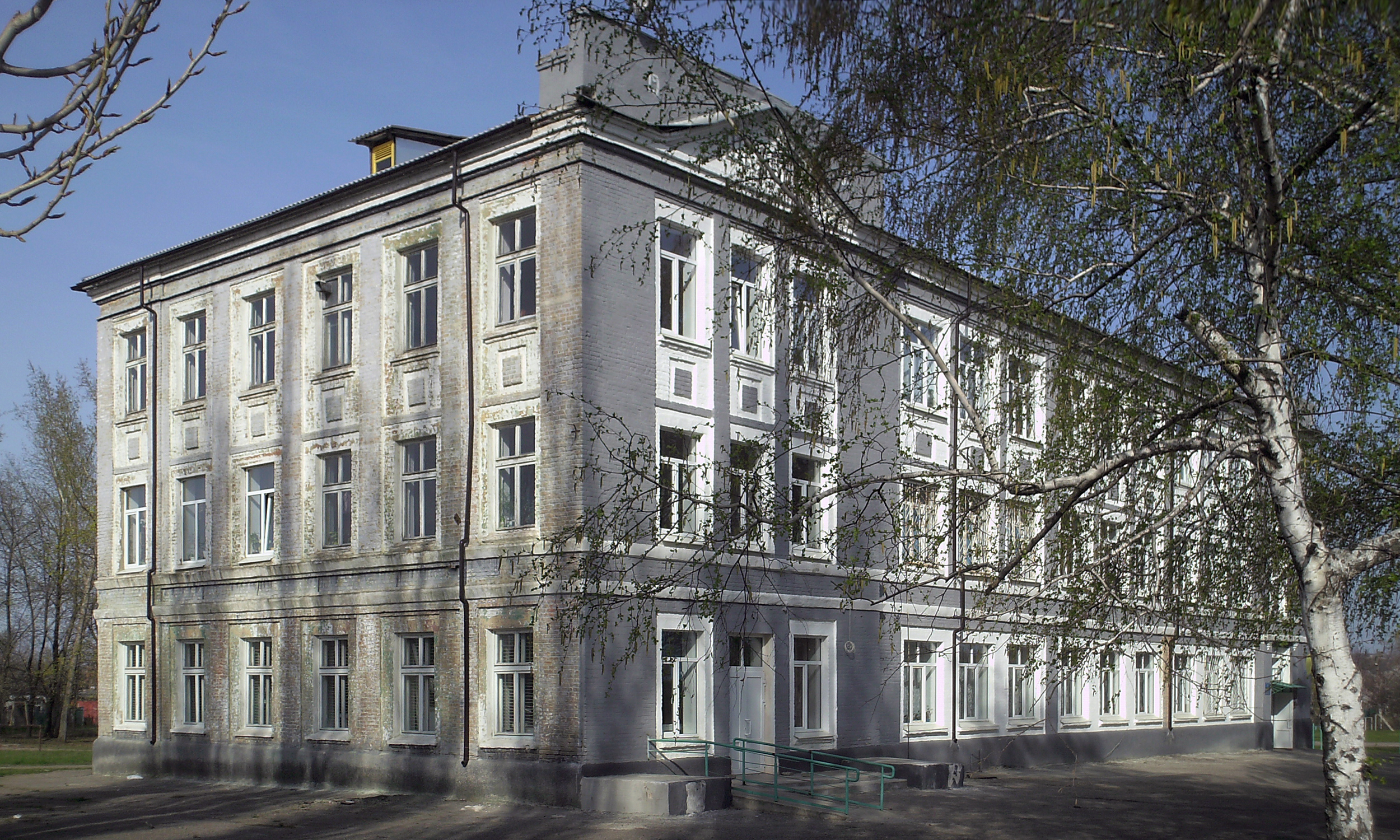
Краматорськ, Іванівка, школа № 31, 1938 р.
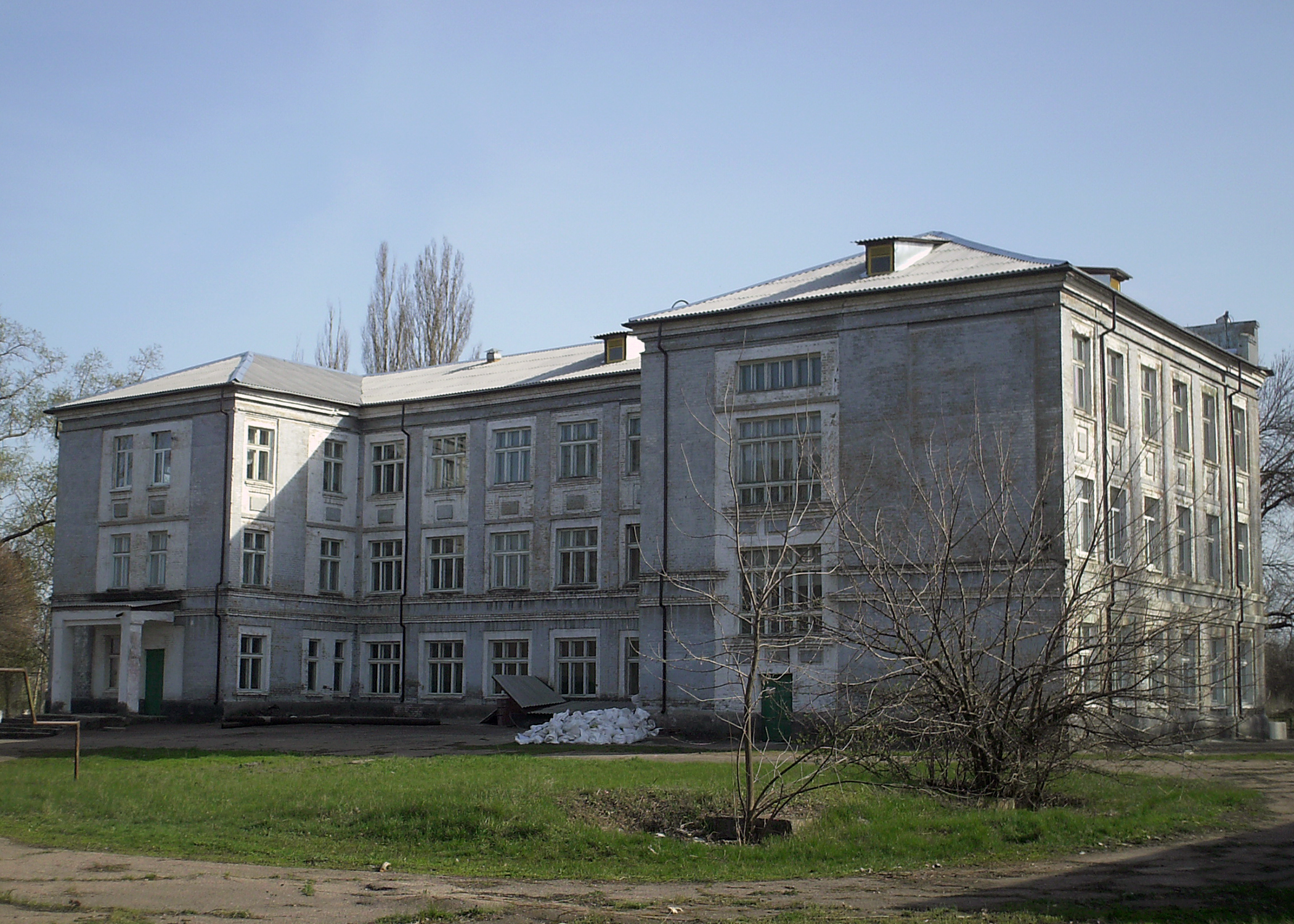
Краматорськ, Іванівка, школа № 31, 1938 р., з двору
Кременчук, колишня школа № 14, 1938 р., з 2018 ЦНАП
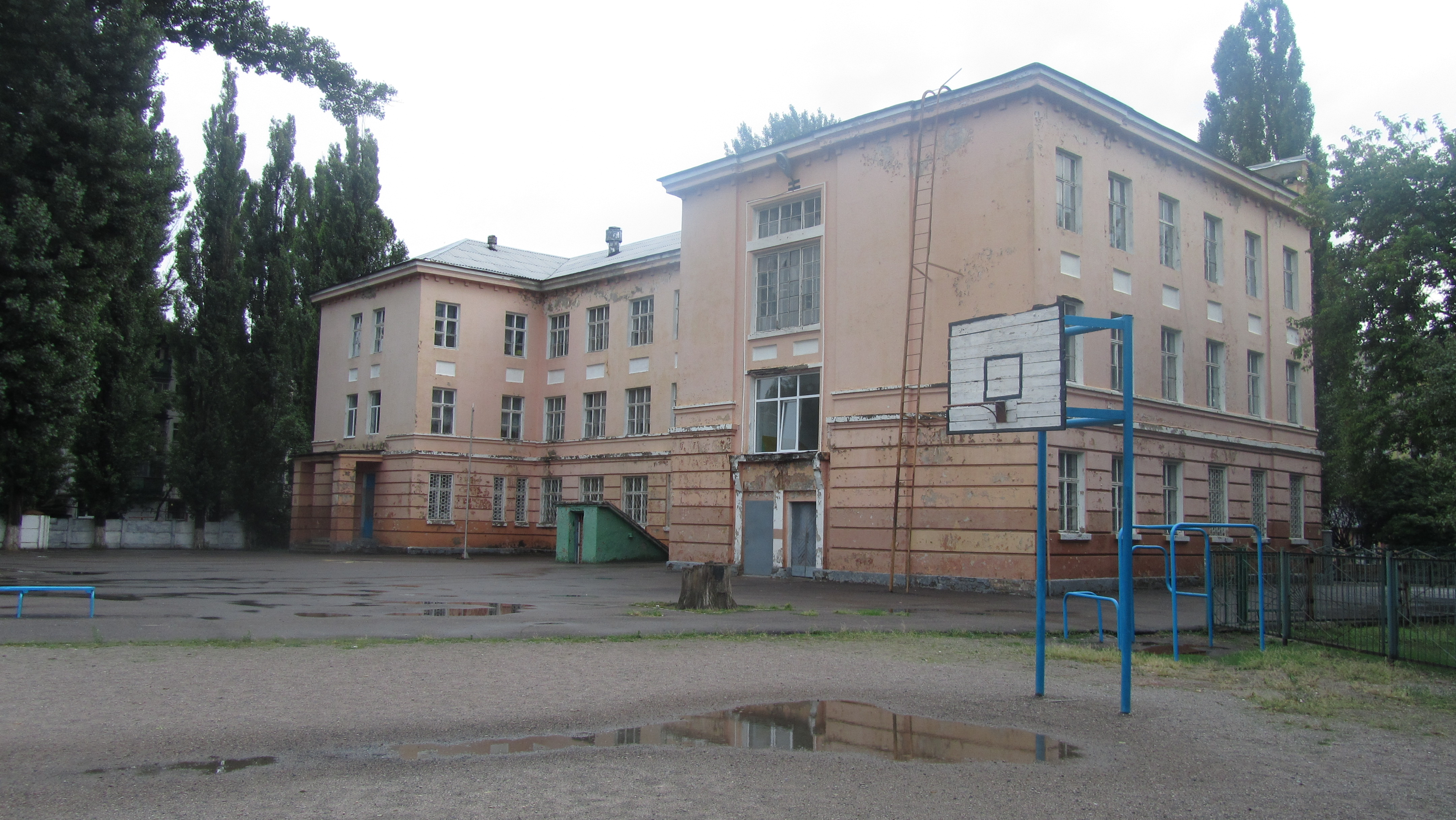
Кременчук, школа № 14 з двору до перебудови у ЦНАП
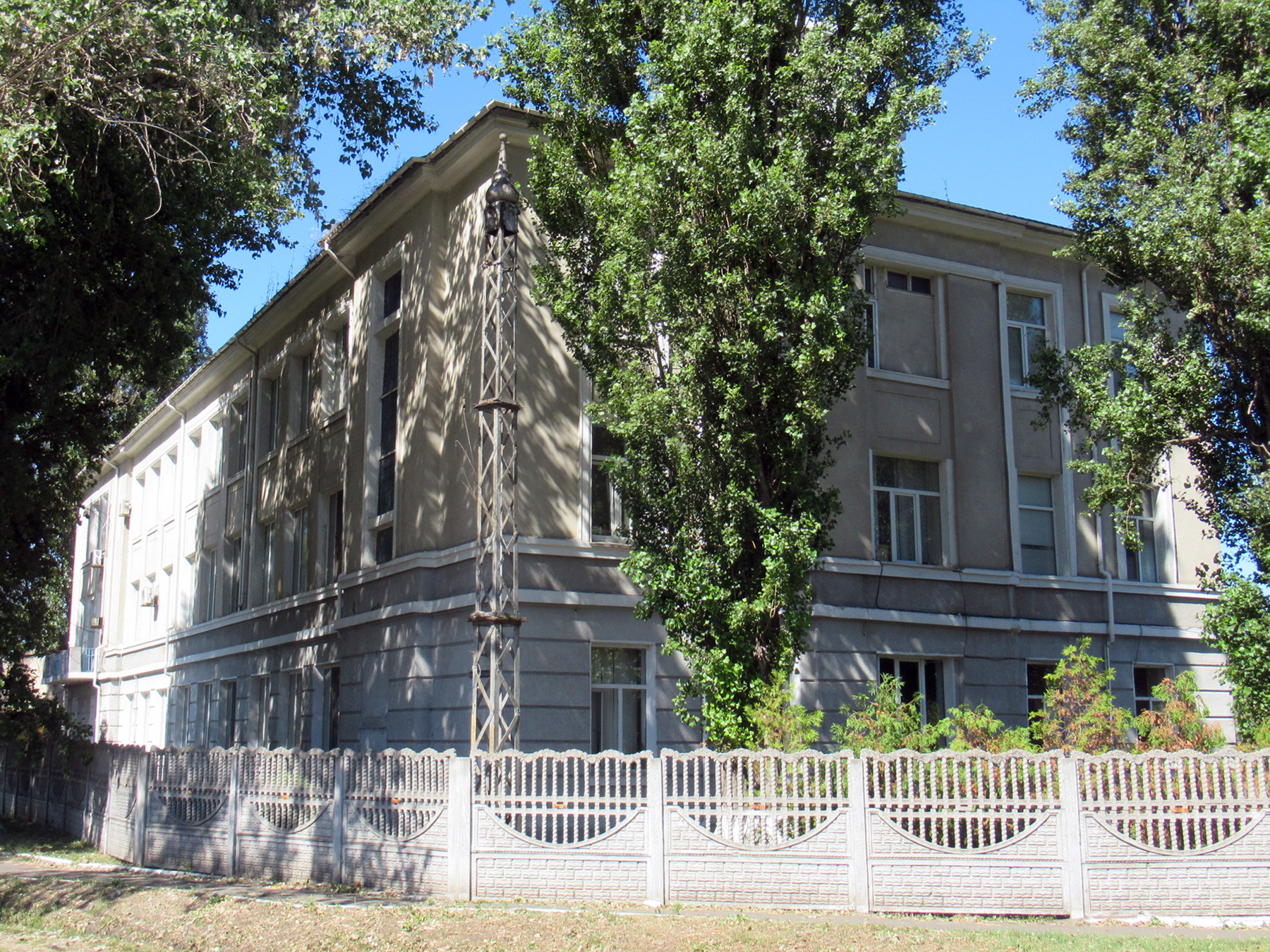
Одеса, Пересип, школа № 17, нині заочний факультет Одеського університету внутрішніх справ
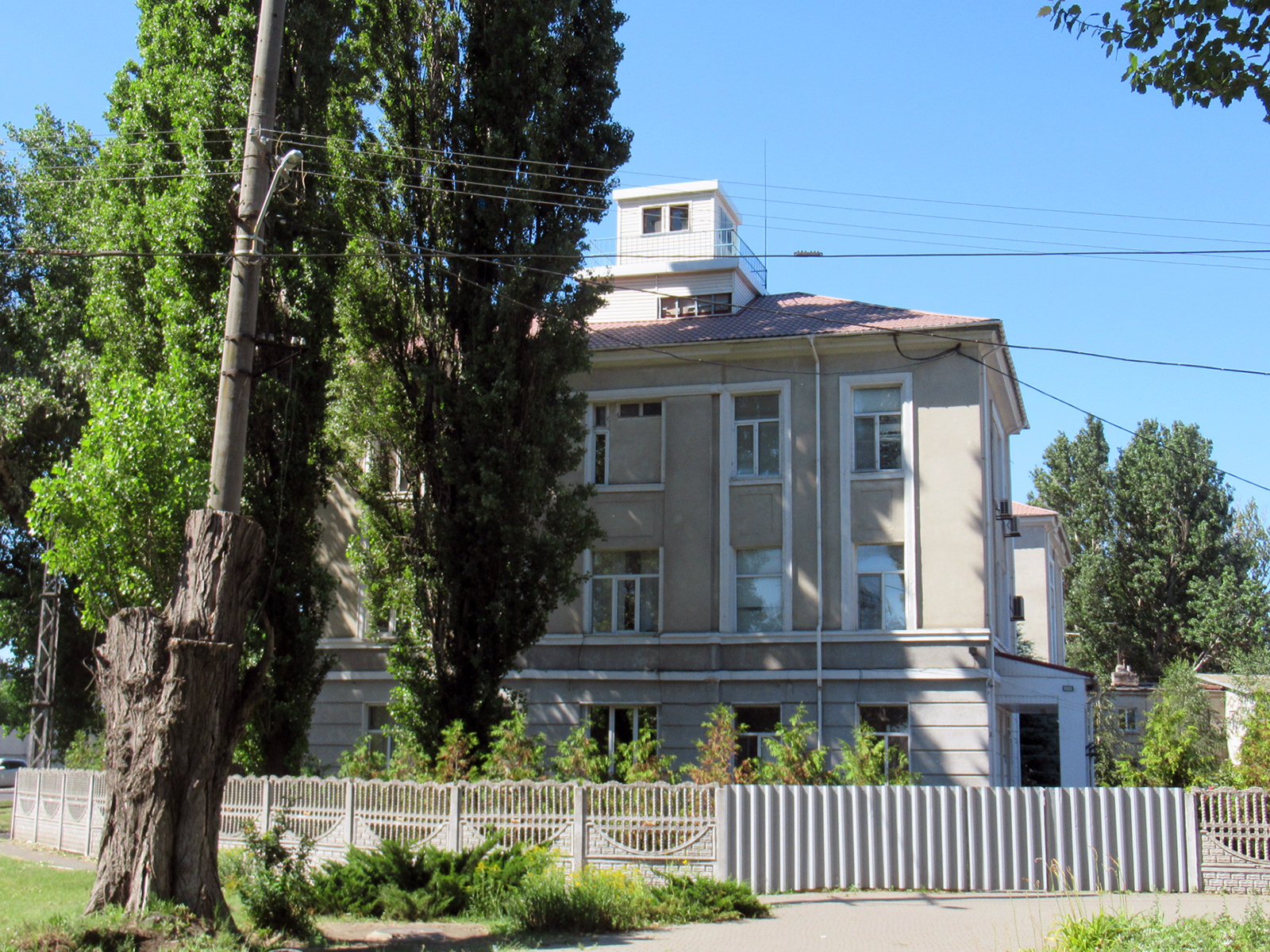
Одеса, Пересип, школа № 17, нині заочний факультет Одеського університету внутрішніх справ
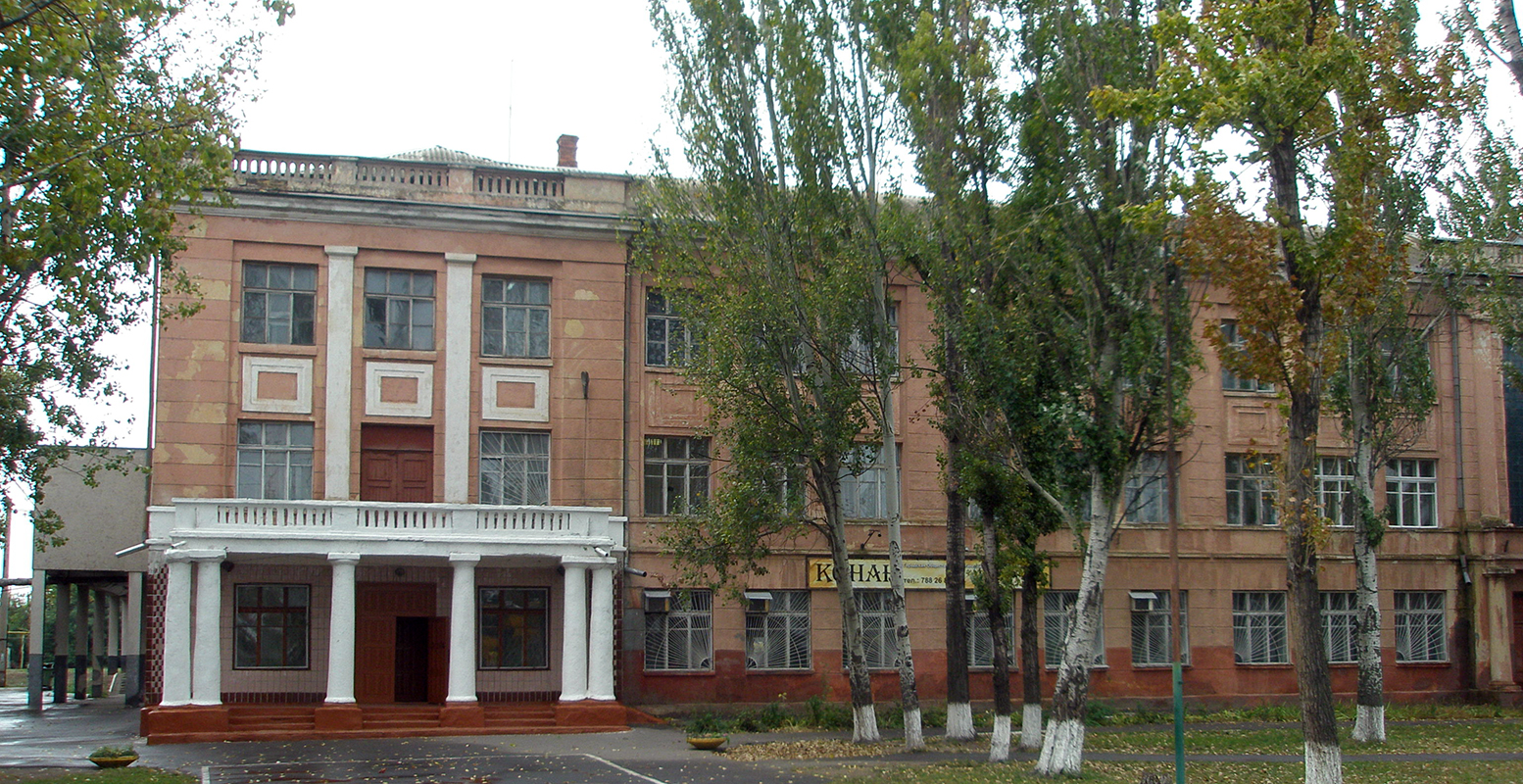
Одеса, Лузанівка, школа № 23, 1938 р.
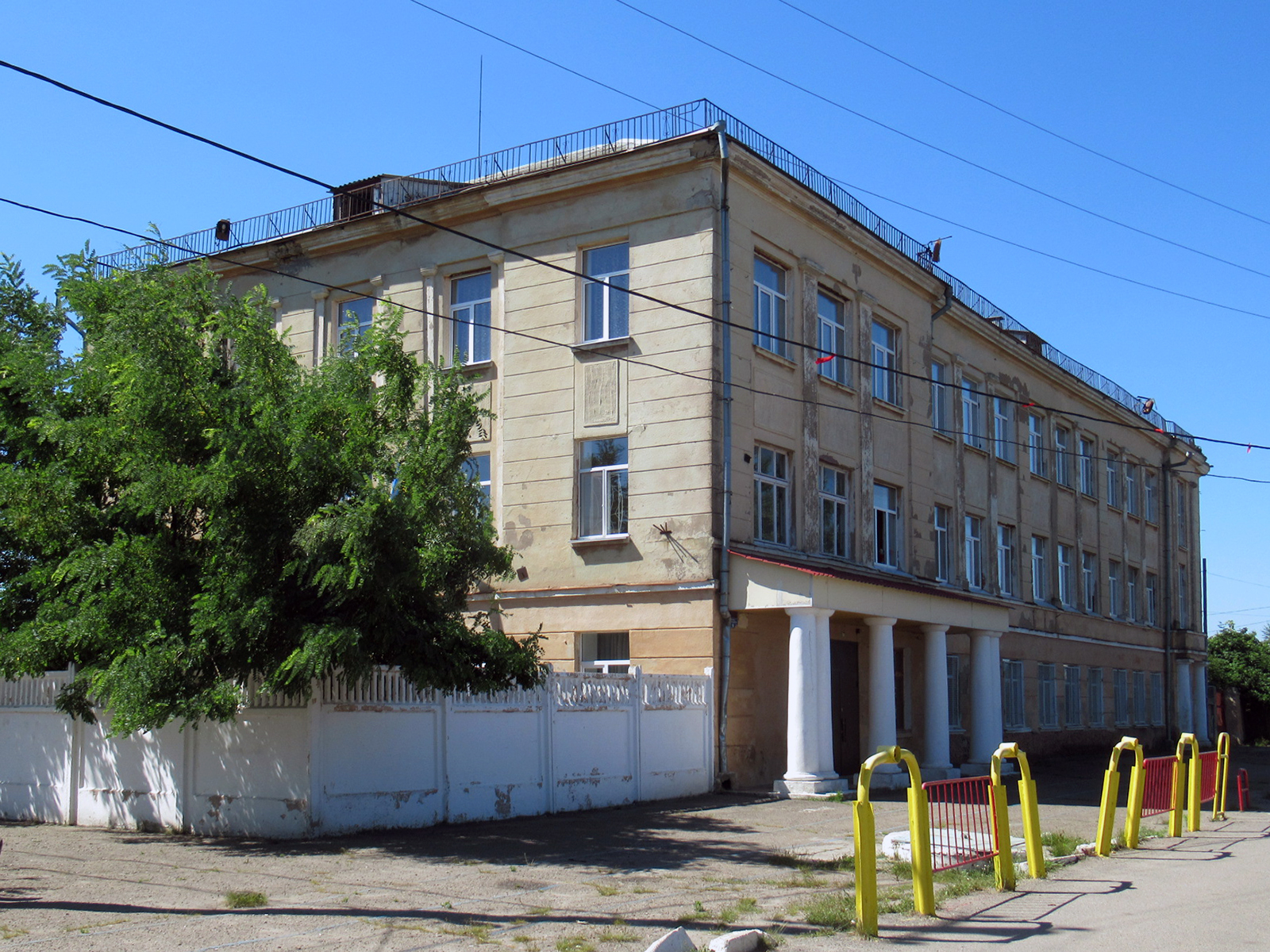
Одеса, Більшовик, школа № 41, 1936 р.
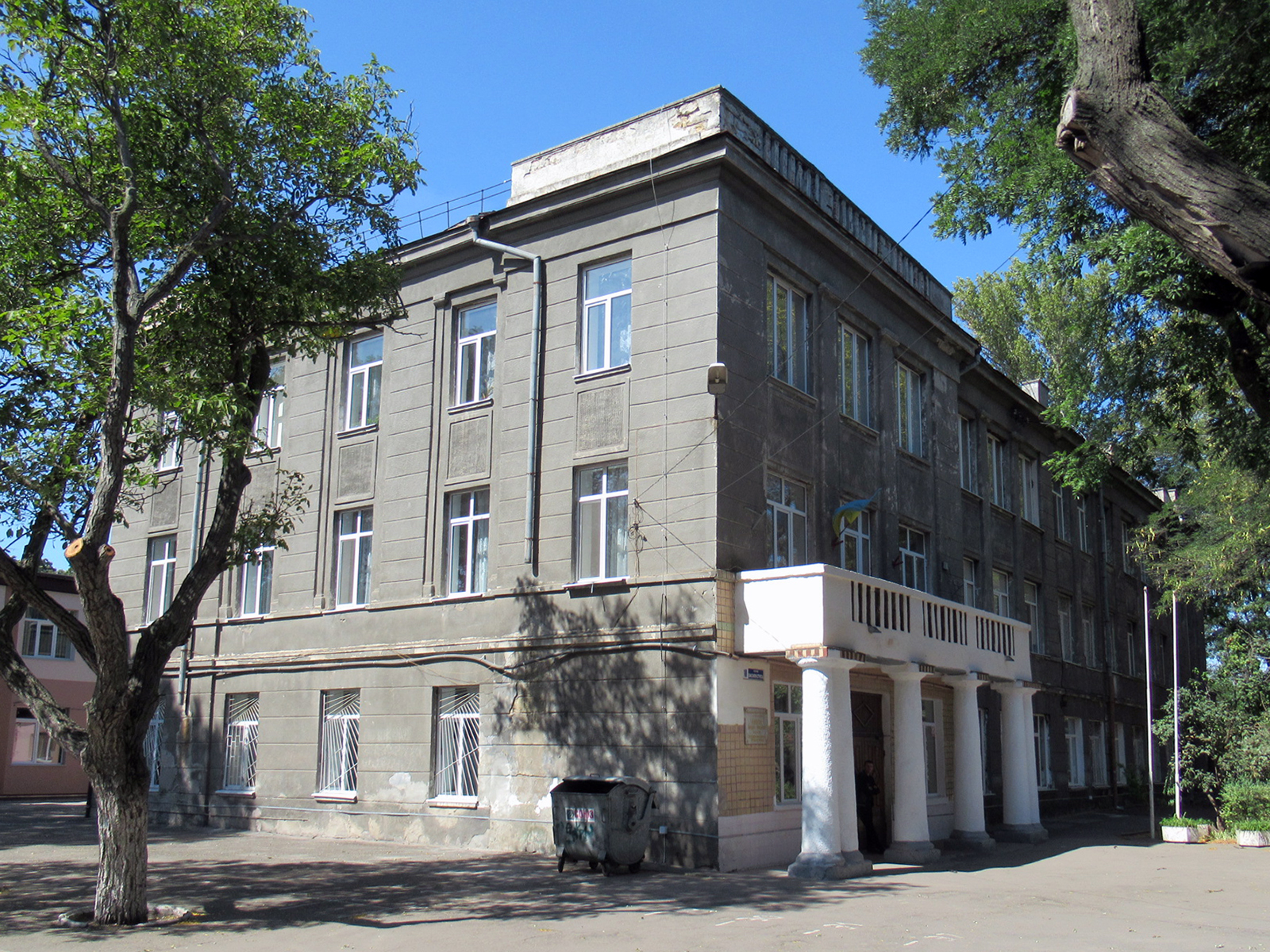
Одеса, Дальні Млини, школа № 110, 1938 р.
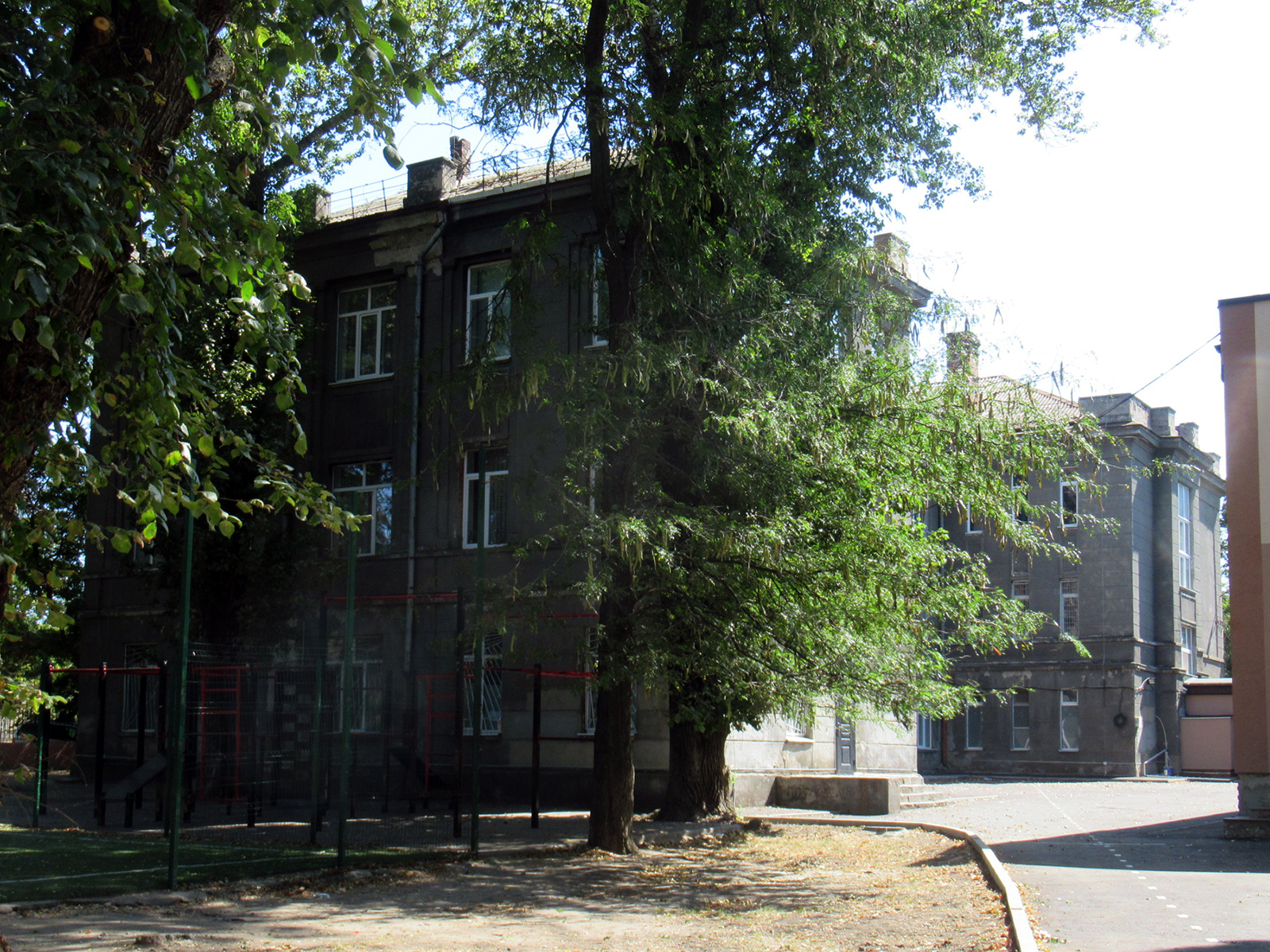
Одеса, Дальні Млини, школа № 110, 1938 р.
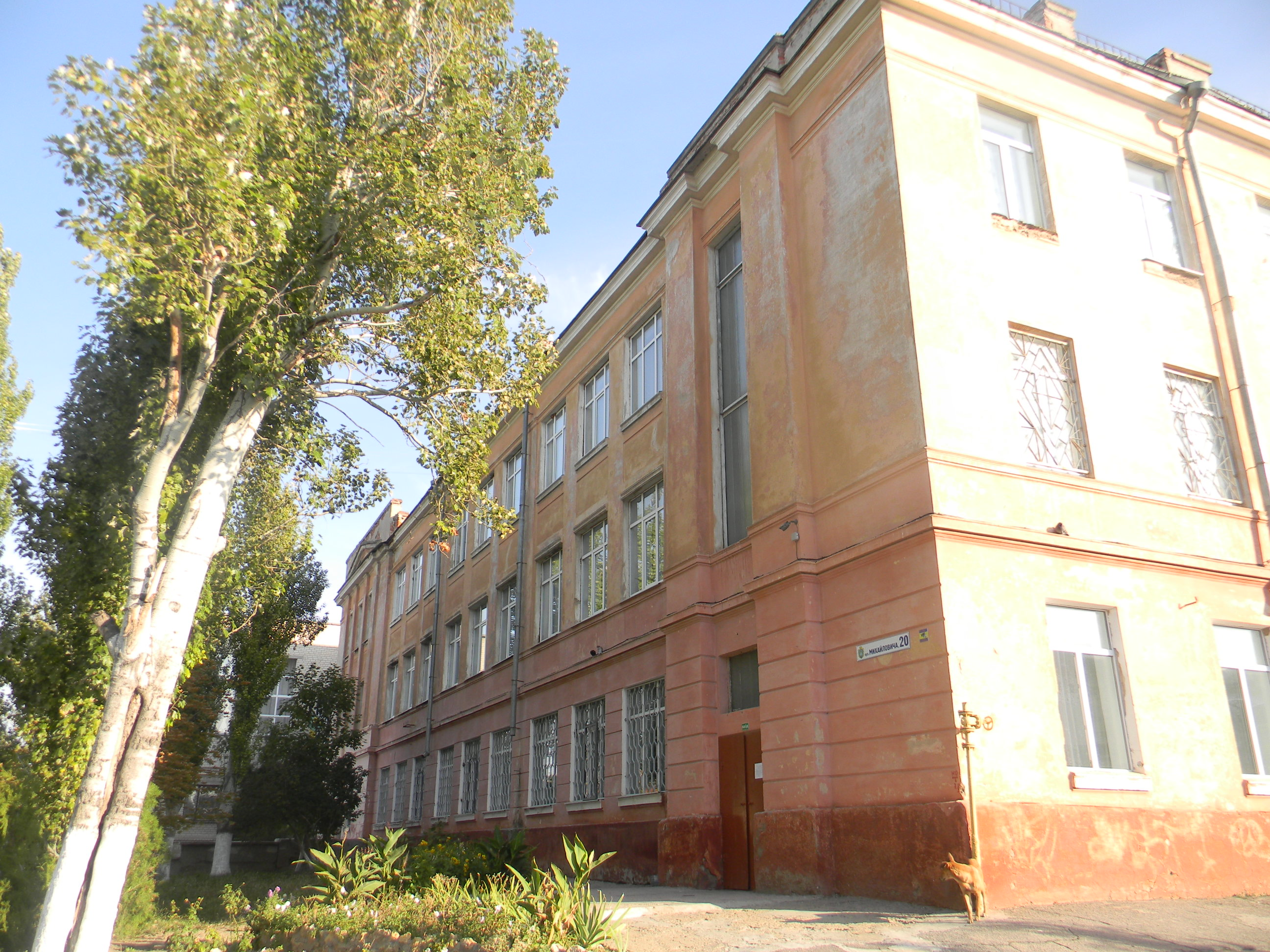
Херсон, школа № 14, 1937 р.